# New Page (album)
A New Page a dél-koreai F.T. Island együttes 2014. május 28-án megjelent japán nyelvű stúdióalbuma, mely 14 dalt tartalmaz. A lemezről március 17-én Mitaiken Future címmel jelent meg a harmadik kislemez és videóklip.

## Számlista
| #   | Cím                                               | Dalszöveg | Zene | Hossz |
| --- | ------------------------------------------------- | --------- | ---- | ----- |
| 1.  | Be Free                                           |           |      |       |
| 2.  | アリガト Arigato (Thank You)                      |           |      |       |
| 3.  | 未体験Future Mitaiken Future                      |           |      |       |
| 4.  | Destiny                                           |           |      |       |
| 5.  | Find the way                                      |           |      |       |
| 6.  | Eyes on Me                                        |           |      |       |
| 7.  | Beautiful                                         |           |      |       |
| 8.  | Shinin' On                                        |           |      |       |
| 9.  | Born to Be a Rock'n Roller                        |           |      |       |
| 10. | Morning Coffee                                    |           |      |       |
| 11. | Last Love Song                                    |           |      |       |
| 12. | On My Way                                         |           |      |       |
| 13. | シアワセオリー Siava szeori (Theory of Happiness) |           |      |       |
| 14. | Precious one (bónusz dal)                         |           |      |       |